# NGC 6113
NGC 6113 (другие обозначения — MCG 2-41-24, ZWG 80.4, PGC 57807) — линзообразная галактика (S0) в созвездии Геркулес.
Этот объект входит в число перечисленных в оригинальной редакции «Нового общего каталога».